# Matelotage
El matelotage (del francés matelot, ‘marinero’ u ‘hombre de mar’) fue una institución similar al matrimonio que existió entre los piratas de los siglos XVI y XVII.

## Características
Fue una unión formal y permanente entre dos varones adultos. Ambos unían sus propiedades, luchaban juntos y se cuidaban el uno al otro en caso de enfermedad. A veces el matelotage se expresó a través de un contrato en el que se estipulaba que, en caso de muerte de uno de ellos, su compañero heredaba todos sus bienes. El matelot era la pareja sexual más débil, más joven o con menos recursos económicos —usualmente eran criados, varones que vendían sus servicios por una cantidad concreta de años o esclavos comprados—.
Aunque las prácticas homosexuales eran comunes entre los piratas y bucaneros, no siempre un matelotage implicaba una relación de esa índole. Hubo casos en los que uno de los piratas también se encontraba casado con una mujer; en esa situación, la esposa podía ser compartida sexualmente con su matelot. Cabe destacar que algunos reglamentos o códigos piratas prohibían estrictamente subir mujeres a bordo de los barcos y que el castigo por esta infracción era la muerte.
Esta práctica era común en las islas habitadas por piratas o bucaneros, como La Tortuga y La Española, debido a que la población femenina era muy baja y las nativas se encontraban en grupos fieros y hostiles. Algunos personajes reconocidos que se encontraban en situación de matelotage fueron Alexandre Olivier Exquemelin, cirujano francés de la expedición de Henry Morgan; los piratas Bartholomew Roberts y John Walden (Alias Miss Nanney); Robert Culliford y John Swann.
La costumbre de los piratas y bucaneros por usar apodos en vez de sus nombres reales, en especial a su llegada al Caribe, tenía como fin el permanecer anónimos frente a la sociedad europea, ocultar sus actividades piráticas, prácticas y preferencias sexuales como el matelotage. Por ejemplo, en la isla de La Española, solo aquellos varones que trabajaban en las plantaciones y estaban casados con mujeres utilizaban sus nombres reales.